# Circolo delle Blue Stockings
Il Circolo delle Blue Stockings è stato un movimento atto a promuovere l'emancipazione culturale e sociale della donna.

## Storia
Il circolo nacque in Inghilterra attorno al 1750 e fu l'espressione di un movimento culturale, presente anche in Francia con il nome di Basbleuisme, che intendeva promuovere l'emancipazione culturale e sociale della donna.
Fondatrici di queste riunioni culturali, in cui si parlava di letteratura e arte, ma da cui era bandita la politica, furono Elizabeth Vesey ed Elizabeth Montagu, due ricche rappresentanti dell'alta società inglese.
Le "colazioni letterarie" si tennero inizialmente nella dimora in Mayfair, Londra, appartenente ad Elizabeth Montagu: accanto a tavolini dove venivano serviti tè e biscotti, erano poste le sedie a cerchio, per permettere ad ogni ospite di poter facilmente conversare e intervenire.
Elizabeth Vesey era il fulcro di queste riunioni, grazie alla sua personalità vivace e alla capacità di affascinare gli interlocutori.
Si deve proprio a lei l'origine del nome, "Calze Blu", che nasce da un curioso aneddoto.
Alle riunioni erano invitati a partecipare, oltre alle amiche, anche uomini di cultura: tra gli invitati, un certo Benjamin Stillingfleet, traduttore ed editore, si vide costretto a declinare l'offerta  perché impossibilitato, per ragioni economiche, a presentarsi con le calze nere di seta, accessorio che completava l'abbigliamento formale di un gentiluomo.
Elizabeth Vesey insistette, dicendo che poteva semplicemente presentarsi con le sue calze blu di tutti i giorni.
Da qui il nome Blue Stockings (che in Francia sarà tradotto in Bas Bleu).
Curiosamente, è da ricordare che questo indumento diede il nome ad una Società già nel XV secolo a Venezia.
Le Compagnie della Calza erano composte da giovani nobili che organizzavano la vita di spettacolo a Venezia, in modo particolare durante il Carnevale.
Anche in questo caso, le Compagnie si distinguevano per il colore delle calze, diverso e arricchito da elaborati ricami e iniziali, a seconda del nome della Compagnia stessa.
Per quanto riguarda le Blue Stockings, il nome scelto voleva sottolineare il carattere culturale delle riunioni, da dove erano esclusi i giochi di carte e le bevande alcoliche, l'affettazione e la mera attenzione alle frivolezze, tipici di molti salotti dell'epoca.
Fu per queste ragioni che in seguito le Blue Stockings furono attaccate (e l'accezione divenne negativa) come donne poco femminili, pedanti, troppo serie e altezzose.
Le motivazioni  che portarono queste donne privilegiate a riunirsi e a discutere di cultura, di poesia, erano tuttavia molto semplici.
Nonostante la loro istruzione fosse di gran lunga molto al di sopra di quella delle altre donne del tempo, sentivano l'esigenza di poter ampliare e arricchire la loro cultura.
Ciò che accomunava le componenti il Circolo delle Blue Stockings era un forte desiderio di discutere, analizzare ed esaminare tematiche le più vaste, comprese quelle sociali ed educative.
Trovavano assurdo che "una donna di 40 anni dovesse essere più ignorante di un ragazzino di 12" (Sidney Smith) 
Elizabeth Carter, una delle frequentatrici abituali, scrisse:
(Lettere di Elizabeth Carter a Mrs Montagu tra il 1755 e il 1800, vol. 3)
Il greco e il latino, ad esempio, erano materie che non facevano parte dell'istruzione riservata alle donne, perché ritenute inutili da imparare, dato che non esisteva nessuna professione femminile che ne richiedesse la conoscenza. Insomma, alle donne che frequentavano il Circolo delle Blue Stockings non bastava saper tenere in mano l'ago da ricamo o il ferro da maglia.
Tra i primi invitati alle riunioni, oltre a Mr Stillingfleet, ci furono Gilbert West e George Lyttelton, membro del parlamento inglese e mecenate.
Con l'andare del tempo, le riunioni si tennero di sera, con un numero sempre maggiore di ospiti e vennero chiamate Blue Stockings Events.
Nel 1770 la casa di Elizabeth Montagu, a Hill Street era divenuta il primo Salotto di Londra.
Frequentatori abituali erano lo scrittore Samuel Johnson, il pittore Joshua Reynolds, il politico e filosofo Edmund Burke, l'attore e commediografo David Garrick e Horace Walpole, il celebre antiquario e uomo di lettere.
Le componenti delle Blue Stockings erano invece Frances Boscawen, Hannah More. lady Hertford, Catherine Talbot, solo per citarne alcune.
Per scrittori e poeti, essere introdotti nel Circolo significava la possibilità di essere patrocinati.
Elizabeth Montagu fu mecenate di molti giovani talenti e garantì pensioni e aiuti a scrittori in difficoltà.
Ella stessa scrisse un "Saggio sulle opere e il genio di Shakespeare", (1769), nel quale prese le accorate difese del celebre poeta inglese dagli attacchi e dal sarcasmo di Voltaire (il quale rispose molti anni più tardi nella sua Lettera all'Accademia Francese (1776).
Con il suo saggio, Elizabeth Montagu diede un inedito contributo alla critica letteraria, fino ad allora prerogativa esclusivamente maschile.
Tra le scrittrici che facevano parte delle Blue Stockings si ricordano Elizabeth Carter, Frances Burney, Hester Chapone, Anna Laetitia Barbauld.
Ad Elizabeth Carter si deve la prima traduzione in inglese delle opere del filosofo greco Epitteto (1758).
Lavorò inoltre alla traduzione dall'italiano dell'opera di Francesco Algarotti Newtonianismo per le donne e scrisse un interessante saggio dal titolo Obiezioni sul Nuovo Testamento con le risposte di Mrs Carter.
Frances Burney scrisse numerosi racconti e un diario, pubblicato postumo nel 1841, che offre uno spaccato molto realistico e accurato della vita del XVIII secolo.
Anna Laetitia Barbauld fu l'unica donna ad intervenire nella discussione sull'abrogazione del Test Act, la legge che dichiarava i dissidenti religiosi ineleggibili ai pubblici Uffici.
Espresse le sue convinzioni con acume e sottile ironia, ottenendo un grande successo ed ammirato riconoscimento.
Hester Chapone fu apprezzata scrittrice di Conduct Books, libri la cui finalità era quella di educare i lettori sulle norme sociali e di comportamento.
Erano rivolti principalmente alle giovani donne per un'educazione personale.
Alle donne del Circolo delle Blue Stockings era particolarmente a cuore la promozione dell'educazione femminile, convinte che ciò potesse portare ad una posizione che diminuisse la disparità di genere.
In modo pacato, le loro idee e la loro influenza spianò la via alla creazione di altri gruppi e movimenti femminili che avrebbero operato più incisivamente in periodi successivi.